# Ministerstwo Środowiska (Estonia)
Ministerstwo Środowiska – urząd administracji rządowej wchodzący w skład rządu Estonii.
Ministerstwo Środowiska utworzono w strukturach Estońskiej Socjalistycznej Republiki Radzieckiej 21 grudnia 1989. Ministerstwo to kontynuuje prace wcześniejszych urzędów funkcjonujących w pierwszej Republice Estońskiej i ESRR zajmujących się leśnictwem i ochroną przyrody, rozpoczynając od powołanego w 1935 zarządu parków narodowych. Pierwszym ministrem po odzyskaniu niepodległości w 1991 został Tõnis Kaasik. Ministerstwo w latach 90. XX w. i na początku XXI w. mieściło się w kilku lokalizacjach na terenie Tallinna. Pod koniec 2004 przeniosło się do siedziby w biurowcu na ulicy Narva maantee 7a. 
W trakcie organizacji nowego państwa tworzono też struktury ministerstwa i jednostek mu podległych. Od odzyskania niepodległości funkcjonuje instytut powstały z przekształcenia radzieckiej służby hydrologiczno-meteorologicznej. W połowie lat 90. XX w. w ministerstwie znajdowało się kilka departamentów, o różnych kompetencjach, w tym zajmujący się reformą rolną. Powstał również inspektorat ochrony środowiska, zajmujący się m.in. sprawami morskimi i nowy zarząd lasów czy agencja zajmująca się ochroną radiologiczną.

## Kompetencje
W kompetencjach ministerstwa znajduje się ochrona środowiska i ochrona przyrody, zarządzanie zasobami naturalnymi, ochrona radiologiczna, łagodzenie zmian klimatu, organizacja obserwacji meteorologicznych, badań naukowych przyrody, w tym morza i podłoża geologicznego, oraz geodezyjnych i kartograficznych. W kompetencjach ministerstwa jest także prowadzenia katastru. Ministerstwo inicjuje w tym zakresie odpowiednie prawodawstwo.
Ministerstwu podlegają m.in. zarządy lasów państwowych i prywatnych, Estoński Urząd Ochrony Środowiska, Estońskie Centrum Badań Środowiska Naturalnego, Estońskie Muzeum Historii Naturalnej, agencja środowiska (KAUR), firma Ökosil Ltd.

### Struktura
Pod koniec drugiej dekady XXI w. w ministerstwie funkcjonują departamenty o następującym zakresie kompetencji:
- rybołówstwo
- ochrona przyrody
- gospodarka leśna
- środowisko morskie
- gospodarka wodna
- ochrona powietrza i ochrona radiologiczna
- technologia środowiskowa
- zarządzanie środowiskiem
- polityka klimatyczna
- zasoby naturalne (państwowe)
- departamenty obsługujące ministerstwo (prawny, kadrowy itp.), ds. współpracy międzynarodowej.

## Ministrowie środowiska
- Tiit Nuudi (1989–1990)[1]
- Toomas Frey (1990–1991)[1]
- Tõnis Kaasik (1991–1992)[1]
- Andres Tarand (1992–1994)[1]
- Vootele Hansen (1994–1995)[1]
- Villu Reiljan (1995–1999 i 2003–2006)[1]
- Heiki Kranich (1999–2003)[1]
- Rein Randver (2006–2007)[1]
- Jaanus Tamkivi (2007–2011)[1]
- Keit Pentus-Rosimannus (2011–2014)[1]
- Mati Raidma (2014–2015)[1]
- Marko Pomerants (2015–2017)[1]
- Siim-Valmar Kiisler (2017–2019)[1]
- Rene Kokk (2019-2020)[1]
- Rain Epler (2020-2021)[1]
- Tõnis Mölder (2021)[1]
- Erki Savisaar (2021-2022)[1]
- Madis Kallas (od 2022)[4]